# 杉田繁治
杉田 繁治（すぎた しげはる、1939年5月23日 - ）は、日本の民族学者。専攻はコンピューター民族学・比較文明学。国立民族学博物館名誉教授・総合研究大学院大学名誉教授。公益財団法人鯉山保存会代表。

## 来歴・人物
京都府出身。京都府立朱雀高等学校を経て、京都大学工学部に進学した。卒業後、同大学院工学研究科電気工学博士課程を修了する。
修了後は、京都大学工学部助手･助教授となる。1968年に京都大学より論文「A study on mechanical translation from English into Japanese(英語から日本語への機械翻訳に関する研究)」で工学博士の学位を取得した。
1976年より国立民族学博物館助教授、同教授・第五研究部長を経て、1997年4月より同副館長に就任した。2003年3月に定年退職し、同名誉教授となる。同年4月より2009年3月末まで龍谷大学理工学部教授を務めた。1989年から1992年まで人文科学とコンピュータ研究会主査。
2018年秋の叙勲で瑞宝中綬章を受章した。

## 主な著作

### 単著
- 『コンピューター民族学』共立出版、1997年 ISBN 978-4-32002837-1

### 共編著
- 『現代日本文化における伝統と変容1 暮らしの美意識』（祖父江孝男との共編）ドメス出版、1984年